# Vaxi
Vaxi là một chi bướm đêm thuộc họ Crambidae.